# Граю Бун
„Граю Бун (на румънски: Graiu Bun, в превод Добра дума) е арумънско месечно културно списание, издавано от арумънски комитет в Букурещ от 1906 до 1907 година. Подзаглавието е „Арумънско списание“ (Revistă armânească).
Директор на списанието е видният арумънски активист Николае Бацария (използващ до 1907 година псевдонима си Николае Мачедоняну), а редактор - Марку Беза. В първия брой редакцията призовава за сътрудничество сички арумъните, които „знаят как да държат писалката с достойнство“ и посочва, че „една от целите ни е да предизвикаме и поддържаме културното и интелектуално движение по-живо, по-силно, по-
сериозно“. Публикува съответно и на румънски и на арумънски език. В него пишат серия арумънски интелектуалци като Нуши Тулиу - поезия, Марку Беза - есета, бележки, статии, Теодор Капидан и Перикле Папахаджи – научни изследвания, Бацария – анекдоти и проза. „Граю Бун“ е едно от най-значителните арумънски списания.
В 1907 година списанието спира поради липса на средства.
- Корицата на №10, 1907
- Първа страница на №10, 1907, посветена на Думитру Атанасеску